# Katueté
Katueté è un centro abitato del Paraguay, nel dipartimento di Canindeyú. Forma uno degli 11 distretti in cui è diviso il dipartimento.

## Popolazione
Al censimento del 2002 la località contava una popolazione urbana di 3.545 abitanti (7.489 nell'intero distretto), secondo i dati della Dirección General de Estadística, Encuestas y Censos.